# Olympiade française de mathématiques
 (avril 2015).
L'Olympiade française de mathématiques est chargée par le Ministère de l'Éducation nationale de préparer et sélectionner les candidats aux Olympiades internationales de mathématiques ainsi qu'à d'autres compétitions internationales du même type.

## Sélection
Un test d'entrée, ouvert à tous, sélectionne une centaine d'élèves entre la classe de Quatrième et la classe de Terminale, avec un énoncé pour lycéens et un énoncé pour collégiens et des barres d'admissions différenciées selon les classes des élèves. Divers tests sont organisés tout au long de l'année, le dernier ayant lieu en mai (le 13 mai en 2015, le 14 mai en 2014). Le format des tests s'inspire largement de celui des Olympiades internationales de mathématiques : énoncés courts, sans indications ni questions intermédiaires, demandant de l'astuce et de l'imagination pour être résolus.

## Préparation à la compétition
Les élèves sont préparés de la manière suivante : chaque mois, une liste d'exercices à résoudre est postée sur Internet, accompagnée de conseils de lecture. Ces exercices sont corrigés, notés et renvoyés au domicile de chacun. D'autre part, au moins un stage d'une semaine est organisé durant l'année, généralement pendant les vacances d'hiver.

## Liste des principales compétitions concernées
- Olympiades internationales de mathématiques
- Olympiades européennes de mathématiques pour filles
- Olympiades balkaniques junior de mathématiques (en) (compétition du même type mais réservée aux élèves de moins de 15 ans et demi, pour les pays de la zone des Balkans)